# Корнацано, Антонио
Антонио Корнацано (итал. Antonio Cornazzano) (около 1430, Пьяченца — 1484, Феррара) — итальянский поэт, писатель, биограф и мастер танца эпохи Возрождения. Как и Гульельмо Эбрео, Антонио Корнацано был учеником известного мастера танца, Доменико из Пьяченцы, которому дал лестное прозвище «короля искусств». Принадлежал к рыцарскому ордену Золотой Шпоры, или «Золотого воинства» (лат. Ordo Militia Aurata).

## Биографический очерк
Родился в 1430 году в городе Пьяченце, который тогда принадлежал герцогству Миланскому. Его отец, Бонифацио Корнацано, был известным юристом. Мать, Констанца Багаротти, принадлежала к местной знати.
В 1444—1447 годах учился в университете города Сиены. 
В 1450 году был в Риме, вероятно, на службе у высокопоставленного церковного иерарха. 
В 1455 году вернулся в Милан, где служил герцогу Франческо Сфорце и написал хвалебную поэму в его честь – De gestis Francisci Sfortiae – или «Сфорциада» (Sforziade). Корнацано также написал небольшой труд по искусству танца, жизнеописание Девы Марии и собрание повестей непристойного содержания на латыни De proverbiorum origine. 
В 1466 году после смерти герцога он покинул Милан и переехал на территорию Венецианской республики. Одно время он работал с кондотьером Бартоломео Коллеони и написал его биографию на латыни. В Венеции он сотрудничал с печатником Николя Жансоном и опубликовал труд «Жизнь Христа». 
В 1475 году он поступил на службу при дворе правителя города Феррары, где им был написал ряд его важных работ – короткий трактат об искусстве правления и ещё один, о воинском искусстве, первоначально (1476) прозой, а затем переработанный в поэму. 
Умер в 1484 году в Ферраре. 

## Труды
В 1455 году Корнацано написал книгу об искусстве танца под названием Libro dell'arte del danzare (сохранилось лишь второе издание 1465 года в фондах Библиотеки Ватикана – Codice Capponiano no. 203). Это теоретический трактат об итальянских танцах XV века, содержащий перечень используемых в них шагов и фигур, описание 8 баллетто и 3 низких танцев.

### Сочинения на латыни
- Commentarium liber de vita et gestis invictissimi bello principis Bartholomeo Colei, per Antonium Cornazzanum ad clarissimam Bergomensem Rempublicam
- Opus anonymum quod Antonio Cornazzano tribuit: De laudibus Antonii Martinengii, около 1470/74
- De Herculei filli ortu et de urbis Ferrariae periculo ac liberatione
- De re militari
- De excellentium virorum principus

## См.также
- Танцы эпохи Возрождения